# Rio Rancho, Novi Meksiko
Rio Rancho (španjolski: Río Rancho) je najveći grad i ekonomsko čvorište okruga Sandoval u američkoj saveznoj državi Novom Meksiku.  Mali dio grada prostire se sjevernim dijelom okruga Bernalilla. Treći je po veličini grad u Novom Meksiku i jedan od najbrže rastućih gradova u Novom Meksiku.
Prema popisu od 2010. godine u njemu je živio 87 521 stanovnik, što je povećanje od 69% u odnosu na popis 2000. Procjene iz 2012. govore da je grad imao 90 818 stanovnika. Rio Rancho je dio metropolitanskog statističkog područja Albuquerque-Santa Fe-Las Vegas.

## Povijest
Kraj Rio Rancha prvo je bio dijelom land granta Alameda koji su osnovali Španjolci 1710. godine. Do ranog 20. stoljeća, većina darovanog zemljišta rasprodana je investicijskim kompanijama koje su se bavile ulaganjem u zemljišta. Amrep Corporation kupio je 22 000 hektara 1961. godine i pretvorio zemljište u područje namijenjeno za stambenu izgradnju zvano Rio Rancho Estates. Prve su se obitelji uselile ranih 1960-ih. Budući da su razvijatelji silno reklamirali u medijima s područja New Yorka, većina prvih doseljenih obitelji bila je iz New Yorka. Stanovništvo se udeseterostručilo od 1970. do 1980. i Grad Rio Rancho je inkorporiran 1981. godine. Otvaranje velike Intelove tvornice 1981. ostavilo je veliki ekonomski učinak na grad.

## Vanjske poveznice
- (eng.) Službene internetske stranice grada Rio Rancho
- (eng.) Rio Rancho Convention & Visitors Bureau
- (eng.) Rio Rancho Economic Development Corporation  Arhivirana inačica izvorne stranice od 15. rujna 2000. (Wayback Machine)
- (eng.) Rio Rancho Journal
- (eng.) Rio Rancho Observer
- (eng.) Fall 2011 City of Rio Rancho Development Video